# JC International Airlines
JC International Airlines ist eine kambodschanische Fluggesellschaft mit Sitz in Phnom Penh.

## Geschichte
JC International Airlines wurde 2014 gegründet. Der erste Flug fand am 17. März 2017 statt.

## Flugziele
Die Fluggesellschaft fliegt nationale und kontinentale Ziele an.

## Flotte

### Aktuelle Flotte
Mit Stand März 2023 besteht die Flotte der JC International Airlines aus einem Flugzeug mit einem Durchschnittsalter von 13,3 Jahren:
| Flugzeugtyp     | Anzahl | bestellt | Anmerkungen |
| --------------- | ------ | -------- | ----------- |
| Airbus A320-200 | 1      |          |             |
| Gesamt          | 1      | –        |             |